# She Was Hot
She Was Hot / Think I'm Going Mad je druhý singl k albu Undercover rockové skupiny The Rolling Stones. Obě písně byly natočeny v roce 1983 ve studiích Pathé Marconi v Boulougne-Billancourt nedaleko Paříže, avšak Think I'm Going Mad pochází již z roku 1979. Singl vyšel 30. ledna 1984 a v USA dosáhl na 44. příčku, ve Velké Británii na 42. místo. Píseň She Was Hot vyšla na albu Undercover, Think I'm Going Mad byla do té doby nikdy nevydaná. Autory obou skladeb jsou Mick Jagger a Keith Richards.

## Základní informace

### A strana
- SHE WAS HOT 4:41

### B strana
- THINK I'M GOING MAD 4:12